# Holašovice
Holašovice (Duits: Hollschowitz) is een dorp in de Tsjechische gemeente Jankov in Zuid-Bohemen. Holašovice telt 140 inwoners en ligt 15 km ten westen van České Budějovice
De eerste vermelding van Holašovice is uit het jaar 1263. In 1292 gaf koning Wenceslaus II van Bohemen het dorp aan het cisterciënzerklooster van Hohenfurth. Het bleef tot 1848 in hun bezit.
Tussen 1520 en 1525 werd Holašovice getroffen door de pest, waarbij slechts 2 inwoners overleefden. In 1945 werd de Duitstalige bevolking uit Holašovice verdreven en verviel het dorp. In 1990 werd een begin gemaakt met het herstel van het oude dorp en sinds 1998 staat het dorp op de Werelderfgoedlijst van UNESCO.
Bedevaartskerk van St-Johannes van Nepomuk in Zelená Hora ·
Historish centrum van Český Krumlov ·
Tuinen en kasteel van Kroměříž ·
Historisch dorp Holašovice ·
Drievuldigheidszuil in Olomouc ·
Joodse wijk en Sint-Procopiusbasiliek in Třebíč ·
Kutná Hora: historisch stadscentrum met Sint-Barbarakerk en O.L.Vrouwekathedraal in Sedlec ·
Cultuurlandschap Lednice-Valtice ·
Kasteel van Litomyšl ·
Historisch centrum van Praag ·
Historisch centrum van Telč ·
Villa Tugendhat in Brno ·
Mijnstreek Erzgebirge/Krušnohoří ·
Landschap voor het fokken en het africhten van ceremoniële koetspaarden in Kladruby nad Labem ·
Historische kuuroorden van Europa (Františkovy Lázně, Karlovy Vary, Mariánské Lázně) ·
Oude en voorhistorische beukenbossen van de Karpaten en andere regio's van Europa
- Nationale Bibliotheek van Tsjechië: ge129275
- Virtual International Authority File: 239645770